# Mostro di Frankenstein
Il mostro di Frankenstein (o la creatura) è un personaggio immaginario ideato dalla scrittrice Mary Shelley nel romanzo Frankenstein o il moderno Prometeo del 1818. Il personaggio, oltre che nel romanzo d'esordio, è comparso come protagonista o comprimario in molteplici opere derivate come lungometraggi cinematografici, serie televisive, fumetti e narrativa di genere.
Nell'immaginario collettivo la creatura è ricordata per il suo aspetto caratteristico che venne codificato nel film omonimo, Frankenstein, di James Whale del 1931 nel quale venne impersonificato da Boris Karloff (faccia squadrata, elettrodi che sporgono dal collo, cicatrice lungo la fronte e altro) con caratteristiche che non erano presenti nel romanzo originale (il suo creatore dice voleva dargli un bell'aspetto e che la creatura ha capelli neri e lunghi, occhi acquosi, ma anche una pelle rugosa e gialla molto imbruttita dal lavoro di assemblaggio che lo scienziato ha fatto sulle membra e sui vasi sanguigni); Nel film, il mostro viene animato tramite un fulmine, nel film di Kenneth Branagh da un insieme di elettrodi, mentre nel romanzo, lo scienziato non rivela mai particolari sulla creazione. È spesso chiamato impropriamente Frankenstein, che è invece il cognome del suo creatore Victor Frankenstein; questo uso si trova già dal secondo film di James Whale, La moglie di Frankenstein (Bride of Frankenstein, 1935).

## Biografia del personaggio
Il personaggio della creatura nel romanzo è stato "creato" dal filosofo naturale Victor Frankenstein, unendo insieme parti scelte di cadaveri prese da cimiteri, obitori e mattatoi. Volutamente lo scienziato non svela il meccanismo che gli ha permesso di ricreare la vita dalla morte, per evitare che qualcun altro ripeta l'esperimento. È alto più di due metri e fisicamente deforme, ha una forza sovrumana, resiste al freddo intenso e sopravvive con un'alimentazione minima.
A Ingolstadt in Germania, il mostro fugge dal suo creatore (che lo aborriva). Per un anno rimane nascosto in un tugurio ed impara ad esprimersi in lingua umana ascoltando i dialoghi di una famiglia francese che aiutava di nascosto, di notte, ad esempio portando loro legna da ardere, per poi decidere di mostrarsi fisicamente e venire cacciato via per il suo aspetto orrendo.
La creatura viaggiando a piedi arriva a Ginevra, in Svizzera, e la sua prima vittima è il fratello minore di Victor, William, anche se accidentalmente (il bambino minaccia di farlo incarcerare, il mostro lo afferra per la gola per tacitarlo e inavvertitamente lo strozza). Del delitto viene ingiustamente incolpata e portata a morte per impiccagione la giovane Justine Moritz (domestica dei Frankenstein) anche a causa di una falsa prova che il mostro mette per farla soffrire quando ha capito che la donna non lo apprezzerà mai.
La creatura confessa l'omicidio a Victor e pretende per sé una compagna del suo stesso aspetto. In un primo momento il dottore acconsente, sentendosi responsabile delle tribolazioni del mostro, ma poi la distrugge prima di darle vita, terrorizzato all'idea che possa diventare anch'essa malvagia, o che abbandoni il mostro, oppure che i due possano procreare e avere figli che sterminino la razza umana.
La vendetta del mostro non si farà attendere: in seguito, Victor viene accusato dell'omicidio dell'amico Henry Clerval (in realtà seconda vittima del mostro). Scagionato perché un testimone descrive il mostro, sposa sua cugina Elizabeth Lavenza, che sarà uccisa dal mostro proprio la notte delle nozze.
Victor Frankenstein decide di affrontare il mostro e giustiziarlo. In un viaggio al Polo nord, muore senza riuscire a portare a termine il suo intento. Il mostro, affranto per la perdita del suo creatore, come panacea del suo dolore, si suicida bruciandosi, in modo che non rimangano resti da cui qualcuno possa capire come creare un altro essere come lui.

## Concezione e sviluppo
Presso il Lago di Ginevra, nell'estate piovosa del 1816, P.B. Shelley, la sua futura moglie Mary Godwin, Lord Byron e il suo segretario John Polidori discutevano e leggevano racconti gotici. Nacque un gioco per ingannare il tempo: ognuno doveva scrivere il racconto più terrificante che fosse riuscito a concepire. P.B. Shelley e Byron presto abbandonarono l'impresa. Polidori scrisse Il vampiro (The Vampyre, lungamente e erroneamente attribuito a Byron), mentre Mary, inizialmente in difficoltà, trovò finalmente in un sogno l'ispirazione per scrivere il suo capolavoro Frankenstein: Mary sognò infatti la "nascita" della Creatura. Mary Shelley rivedrà la storia per pubblicare il romanzo nel 1831.
La narrazione del concepimento letterario di Frankenstein è stata messa in scena (molto liberamente) nei film La moglie di Frankenstein (1935) e Gothic (1986). In Frankenstein oltre le frontiere del tempo (tratto dal romanzo Frankenstein liberato di Brian Aldiss del 1973) si immagina che l'ispirazione alla futura scrittrice sarebbe giunta addirittura da un viaggiatore temporale.

## Altri media
Cinema

### Interpreti
Molti sono gli attori che hanno impersonato la creatura nei principali film sul mostro creato da Mary Shelley:

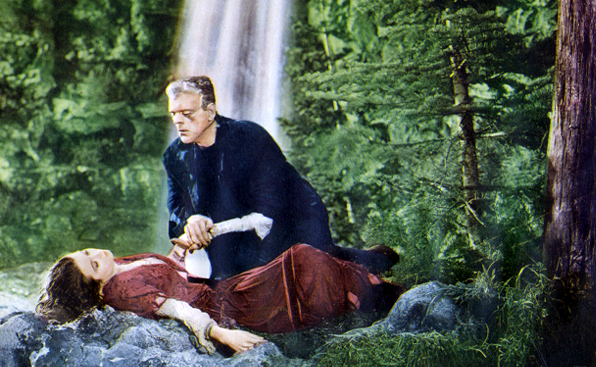
Boris Karloff, 1935

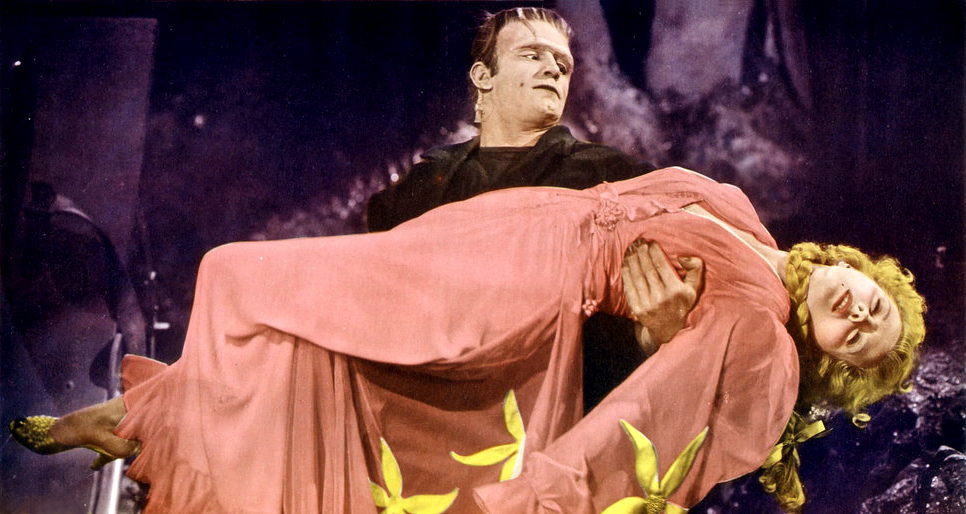
Bela Lugosi, 1943

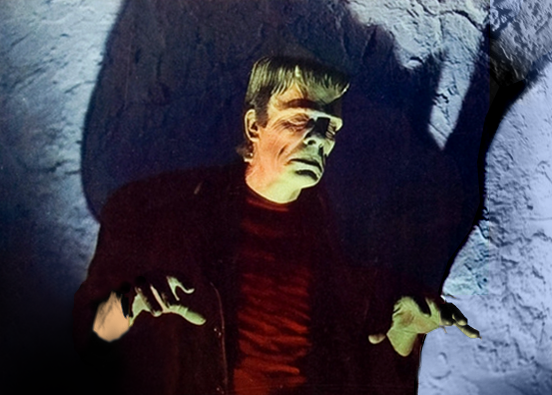
Glenn Strange, 1945

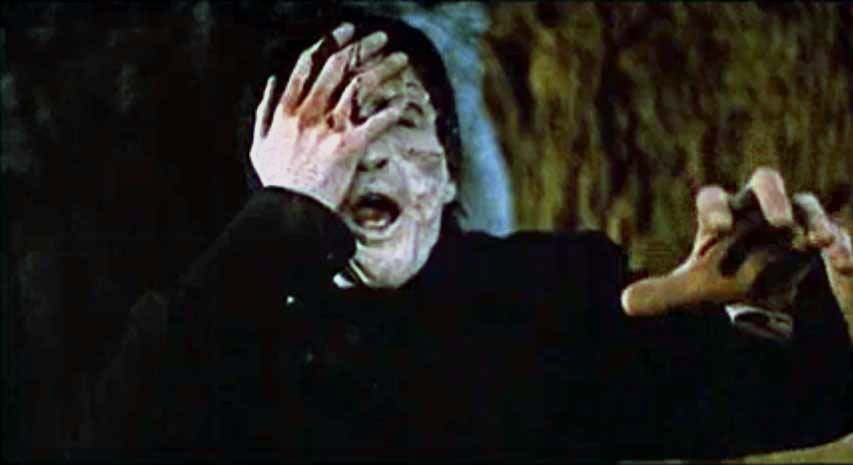
Christopher Lee, 1957

- Charles Ogle in Frankenstein (1910)
- Boris Karloff in Frankenstein (1931)
- Boris Karloff ne La moglie di Frankenstein (1935)
- Boris Karloff ne Il figlio di Frankenstein (1939)
- Lon Chaney Jr. ne Il terrore di Frankenstein (1942)
- Bela Lugosi in Frankenstein contro l'uomo lupo (1943)
- Glenn Strange in Al di là del mistero (1944)
- Glenn Strange in La casa degli orrori (1945)
- Glenn Strange in Il cervello di Frankenstein (1948)
- Gary Conway ne La strage di Frankenstein (1957)
- Christopher Lee ne La maschera di Frankenstein (1957)
- Mike Lane in Frankenstein 1970 (1958)
- Kiwi Kingston ne La rivolta di Frankenstein (1964)
- Koji Furuhata in Frankenstein alla conquista della Terra (1965)
- David Prowse ne Gli orrori di Frankenstein (1970)
- Harry Wilson in Lady Frankenstein (1971)
- Shelly Weiss in Dracula contro Frankenstein (1971)
- David Prowse in Frankenstein e il mostro dell'inferno (1974)
- Peter Boyle in Frankenstein Junior (1974)
- Romano Puppo in Fracchia contro Dracula (1985)
- Nick Brimble in Frankenstein oltre le frontiere del tempo (1990)
- Carel Struycken ne La famiglia Addams (1991)
- Randy Quaid in Frankenstein: The Real Story (1992)
- Carel Struycken ne La famiglia Addams 2 (1993)
- Robert De Niro in Frankenstein di Mary Shelley (Mary Shelley's Frankenstein) (1994)
- Amir Aboulela in Demoni e dei (1998)
- Shuler Hensley in Van Helsing (2004)
- Roger Morrissey in The Frankenstein Theory (2013)
- Aaron Eckhart in I, Frankenstein (2014)
- Rory Kinnear in Penny Dreadful (2014)

## Influenze culturale
Il personaggio del mostro di Frankenstein è stato oggetto di numerose citazioni e omaggi all'interno di altre opere, o fonte d'ispirazione per la creazione di giocattoli e merchandising.

### Cinema
- Il film Frankenstein Junior del 1974, diretto da Mel Brooks, presenta una celebre parodia del mostro di Frankenstein per opera di Peter Boyle. Qui il look della creatura è differente da quello comune; infatti si presenta più robusto, calvo e con una lampo sulla parte sinistra del collo, al posto dei bulloni.
- Rocky, la creatura nata in laboratorio per opera dello scienziato travestito Frank-N-Furter, è un'evidente parodia-citazione del mostro di Frankenstein, nel musical The Rocky Horror Show del 1973 e nel film da esso tratto The Rocky Horror Picture Show del 1975.

### Giocattoli
- Negli anni settanta il mostro di Frankenstein compare come action figure nella serie Mad Monsters della Mego, assieme ai personaggi di Dracula, La Mummia e il Lupo Mannaro.[1] La Mego non deteneva i diritti di riproduzione dei personaggi Universal, perciò i giocattoli prodotti non avevano alcuna rassomiglianza con i celebri personaggi raffigurati nel cinema horror. Il giocattolo viene riprodotto da parte della Classic TV Toys negli anni duemila.[2]
- Negli anni duemiladieci, un'altra action figure sullo stile di quelle Mego, ma più curata e dettagliata, oltre che verosimigliante e ritratta a immagine e somiglianza del celebre mostro di Frankenstein impersonato da Boris Karloff, viene prodotta dalla EMCE Toys nella linea di giocattoli Universal Monsters, in cui compaiono anche altri celebri mostri Universal: il Gill-Man de Il mostro della laguna nera, il Dracula impersonato da Bela Lugosi, La Mummia impersonato da Boris Karloff, il Lupo Mannaro impersonato da Lon Chaney Jr..[3]

### Fumetti
- Nel manga ed anime Soul Eater è presente un personaggio palesemente ispirato alla creatura, a cominciare dal nome, ovvero Dottor Franken Stein. Il suo aspetto è in tutto e per tutto simile a quello del mostro ed ha la personalità e le caratteristiche di uno scienziato pazzo, pur essendo un eroe dei "buoni".
- Nel manga ed anime Fate/Apocrypha è presente, in una versione rivisitata, la creatura. La storia del personaggio è quasi identica a quella del mostro mentre la differenza riguardo all'aspetto fisico è notevole, infatti il mostro è una donna. Il suo ruolo all'interno della serie è quello di un Servant, essendo diventato uno spirito eroico per i suoi desideri ed ideali, ed aiutare il suo Master.
- Nel manga Embalming - L'altra storia di Frankenstein, l'originale creazione di Victor Frankenstein crea origine ad un'Europa distopica dove le ricerche dello scienziato vengono proseguite in salsa steampunk creando una stirpe di cyborg, i Frankenstein, animati dall'elettricità e muniti di abilità speciali ottenute modificando i loro corpi prima di riportarli in vita. Un Frankenstein in ogni caso diviene diverso dall'umano che era: laddove la trasformazione in Frankenstein avviene unendo parti corporee diverse, si ottiene un bruto senza intelletto animato dall'istinto, mentre laddove viene usato un essere umano completo, questi può subire la completa perdita dei suoi ricordi umani oppure vedere la sua personalità focalizzarsi verso i desideri e le aspirazioni che aveva in vita trasformate in compulsioni. Più avanti nella storia serializzata riappare la Creatura, non più mostruosa e malevola, ma un antieroe dall'aspetto nobile e muscoloso, privo di ogni ricordo antecedente all'inizio delle vicende narrate e spinto dal desiderio di poter vivere un'esistenza tranquilla e incontrare una compagna.
- La storia ha ispirato la creazione di personaggi omonimi dei fumetti Marvel Comics e DC Comics: il personaggio Marvel è stato creato nel 1968 da Roy Thomas (testi) e Don Heck (disegni), mentre il personaggio DC è stato creato nel 1948 da Edmond Hamilton e Bob Kane.

### Giochi di ruolo
- Nel gioco di ruolo Creepy Doctors, una categoria di mostri è quella dei Prometei, che come dice il nome rispecchiano le caratteristiche del mostro di Frankenstein (il Prometeo moderno), sono infatti creati artificialmente e temono il fuoco.

### Televisione
- Il personaggio di Herman Munster - capofamiglia della Famiglia Munster, protagonista delle opere dell'omonimo franchise, basato sui mostri della Universal e iniziato con la serie I mostri (The Munsters, 1964-1966), coeva e rivale della più celebre Famiglia Addams - è uno dei tanti "mostri di Frankenstein" costruiti in laboratorio dal dottor Victor Frankenstein tra il 1815 e il 1850. Herman ha inoltre un fratello, Charlie, anch'egli costruito in laboratorio dal dottor Frankenstein.